# Dildo (by)
 For alternative betydninger, se Dildo. (Se også artikler, som begynder med Dildo)
Dildo er en by i den canadiske provins Newfoundland og Labrador. Den ligger på den sydøstlige kyst af Dildo Arm i nærheden af Trinity Bay på øen Newfoundland. 
Byen har en historie, der går tilbage til 1700-tallet, da byen blev grundlagt til at udnytte naturens ressourcer i form af sæler og hvaler. Siden 1900-tallet har byen haft god tilvækst blandt turister og der findes flere muligheder for overnatning. 
Navnet stammer sandsynligvis fra en traditionel robåd kaldet Dory. Andre teorier er, at det kommer fra et sted i Spanien, Portugal eller et sværd, der i strukturen ligner Dildo Island.
|  |  |  |  |